# Хадзианестис, Георгиос
Георгиос Хадзианестис (греч.  Γεώργιος Χατζηανέστης), часто упоминается как Георгиос Хадзанестис (греч.  Γεώργιος Χατζανέστης; 1863, Афины — 15 (28) ноября 1922, Афины) — греческий офицер артиллерии, генерал-лейтенант, командующий греческой экспедиционной армией в Малой Азии с мая 1922 года по 24 августа 1922 года. Приговорен к смерти на «Процессе шести» и расстрелян 15 ноября 1922 года.

## Биография
Родился в Афинах в 1863 году в семье номарха Аттики Н. Хацапулоса-Хадзанестиса и Марии Пиципиу, дочери хиосского учёного Я. Пиципиу и вдовы известного издателя Андреаса Коромиласа. Окончил Военное училище эвэлпидов  в 1884 году и продолжил учёбу во Франции, Англии и Германии.
Во французской армии получил специализацию в топографии:505.

## Военная карьера
В кратковременной и «странной» греко-турецкой войне 1897 года, в звании лейтенанта, служил при штабе 3-й (ΙΙΙ) Бригады. Позже принял командование 2-й (ΙΙ) батареи горной артиллерии.
В 1904 году был переведен в корпус Генерального штаба. Во время антимонархистского офицерского движения 1909 года и не поддержав цели движения подал в отставку. В Балканские войны вернулся в армию в звании майора и служил первоначально в штабе 6-й (VI), а затем 5-й (V) дивизии.
После Балканских войн получил звание полковника артиллерии и был назначен начальником Военного училища эвэлпидов (1914—1915):507.
После начала Первой мировой войны и с мобилизацией греческой армии в 1915 году, принял командование 5-й дивизии. Будучи чрезвычайно строгим и выходя за рамки необходимости и выносливости солдат, вызвал бунт 5-й дивизии и создал угрозу её разложения.
Был срочно переведен комдивом в 15-ю дивизию. Хадзианестис не принял нового назначения и в 1916 году попросил разрешения уехать в Швейцарию. Его просьба была удовлетворена.

## Малая Азия
В 1919 году, по мандату Антанты, греческая армия заняла западное побережье Малой Азии. В дальнейшем Севрский мирный договор 1920 года закрепил контроль региона за Грецией, с перспективой решения судьбы региона через 5 лет, на референдуме населения:16.
Завязавшиеся здесь бои с кемалистами стали приобретать характер войны.
Геополитическая ситуация изменилась коренным образом и стала роковой для греческого населения Малой Азии после парламентских выборов в Греции, в ноябре 1920 года. Под лозунгом «мы вернём наших парней домой» и получив поддержку, значительного в тот период, мусульманского населения, на выборах победили монархисты. Возвращение в Грецию германофила короля Константина освободило союзников от обязательств по отношению к Греции. Уинстон Черчилль, в своей книге «Aftermath» (стр. 387—388) писал: «Возвращение Константина расторгло все союзные связи с Грецией и аннулировало все обязательства, кроме юридических. С Венизелосом мы приняли много обязательств. Но с Константином, никаких. Действительно, когда прошло первое удивление, чувство облегчения стало явным в руководящих кругах. Не было более надобности следовать антитурецкой политике»:30.
Не находя дипломатического решения в вопросе с греческим населением Ионии, в совсем иной геополитической обстановке, монархисты продолжили войну. Греческая армия предприняла «Весеннее наступление» 1921 года, одержала ряд тактических побед, но полного разгрома турок не достигла.
Греческая армия затем предприняла «Большое летнее наступление» 1921 года, нанесла туркам поражение в самом большом сражении войны при Афьонкарахисаре-Эскишехире, но стратегический разгром кемалистов не состоялся. Турки отошли к Анкаре и правительство монархистов вновь встало перед дилеммой: что делать дальше:55-58.
Правительство торопилось закончить войну и, не прислушиваясь к голосам сторонников оборонной позиции, приняло решение наступать далее. После месячной подготовки, которая и туркам дала возможность подготовить линию обороны, семь греческих дивизий форсировали реку Сакарья и пошли на восток. Греческая армия не смогла взять Анкару и в порядке отошла назад за Сакарью. Как писал греческий историк Д.Фотиадис «тактически мы победили, стратегически мы проиграли»:115.
Монархистское правительство удвоило подконтрольную ему территорию в Азии, но возможностями для дальнейшего наступления не располагало. Одновременно, не решив вопрос с греческим населением региона, правительство не решалось эвакуировать армию из Малой Азии. Фронт застыл на год. Армия продолжала удерживать фронт «колоссальной протяжённости, по отношению к располагаемым силам», что согласно заявлению А. Мазаракиса, кроме политических ошибок, стало основной причиной последовавшей катастрофы:159.

## Отзыв в действующую армию
Хадзианестис был вызван из Швейцарии и отозван в действующую армию сразу после победы монархистов на выборах ноября 1920 года.
Финансовый тупик и невозможность содержать армию ещё в начале 1922 года могли привести к кастастрофе, если бы не «смелая инициатива» министра финансов Прοтопападакиса, с внутренним принудительным займом:167.
Всего лишь через 2 месяца после принудительного займа и в результате и глубокого политического кризиса, в мае 1922 года было сформировано новое правительство, в котором П. Протопападакис стал премьер-министром. Протопападакис включил в своё правительство сторонников Николаоса Стратоса:354. Хадзианестис, который приходился родственником Стратосу:4, принял командование отдельным 4-м корпусом армии в Восточной Фракии.
Чтобы вывести страну из политического тупика и решить одновременно вопрос с греческим населением Ионии, командующий армии Малой Азии, генерал Папулас, предложил отход армии на линию вокруг Смирны и провозглашение автономии Ионии.
Разногласия с правительством вынудили Папуласа уйти в отставку. На его место были предложены генералы Полименакос, Кондулис, а также Хадзианестис. Последний был предложен свои родственником, Н. Стратосом. Кандидатура двух первых, опытных боевых генералов, была отклонена, поскольку они считались симпатизирующими Венизелосу. Единственным достоинством Хадзианестиса была его преданность престолу. Так командующим в Малой Азии стал, по выражению историка Т. Герозисиса, «самый ненавистный в армии офицер»:505.

## Историки и современники о Хадзианестисе
Современный английский историк Дуглас Дакин описывает Хадзианестиса как честного, смелого и верного солдата. Одновременно, он же пишет, что Хадзианестис был недалёким человеком и страдал манией централизации. Дакин пишет что военный опыт Хадзианестиса остался в эпохе Балканских войн и ставит под сомнение, если Хадзианестис, когда-либо, получил полное представление военных и тактических проблем стоявших перед войсками в Малой Азии. Ни начальник штаба ни заместитель начальника штаба не питали доверия к Хадзианестису и подали в отставку:355. Многие офицеры считали его психически больным.
Историк С. Маркезинис описывает его эксцентричным, капризным и своенравным.
Английский премьер-министр Ллойд Джордж в своей книге «The truth about the peace treaties» утверждает что Хадзианестис жил с иллюзией, что его ноги были из сахара, были хрупкими и могут сломаться, когда он встаёт.
David Wodler в своей книге «The Chanak Affairs» утверждает, что «Кемаль не был способным генералом. Он конечно сумел наконец победить греческую армию, но победил тогда, когда у греков командующим был человек, который считал, что у него были стеклянные ноги».
Греческий историк Д.Фотиадис считает эту информацию чрезмерной, поскольку тогда следует признать что «главнокомандующий катастрофы» был полусумасшедшим.
Фотиадис считает, что бо́льший вес имеет свидетельство генерала и академика Александра Мазаракиса: «абсолютно непригодный командовать в мирное время и в войну даже дивизией».
Мазаракис в своих мемуарах пишет, что «странно, что считаемый мудрым, Н. Стратос мог так ошибиться, зная своего родственника и его прошлое, и считать, что тот в состоянии командовать армией Малой Азии, к тому же в таких трудных условиях». Он же пишет, что «с назначением согласился Гунарис, который будучи военным министром в 1916 году отнял у Хадзианестиса командование 5-й дивизией, за неспособность. И теперь неспособный комдив стал командующим армии»:169.
Фотиадис подытоживает, что можно с полной уверенностью утверждать, что непростительные ошибки Хадзианестиса благоприятствовали турецкому наступлению:4.

## В Смирне
Назначение Хадзианестиса вызвало бурю и беспокойство у офицеров, которые считали его сумасшедшим. Офицеры были в отчаянии:381.
Хадзианестис прибыл в Смирну 23 мая 1922 года. Через 3 дня после прибытия устроил инспекцию фронта, которая продлилась 15 дней. Будучи по натуре эгоцентричным, он ликвидировал Северную и Южную группы армии и подчинил их себе:170. Он сразу изменил систему координации между частями, установив свой штаб в Смирне, тο есть в 400—600 км от линии фронта. В отличие от него, его противник, Кемаль, всегда находился недалеко от критических участков фронта и не ожидал информации за 500 км. После инспекции войск он отправился в Афины, с докладом, и вернулся в Смирну в начале июля.

## «Грандиозный план»
По требованию Хадзианестиса, 4-й отдельный корпус в Восточной Фракии также остался под его командованием. Перед отъездом из Афин в Смирну Хадзианестис представил свой, по выражению Д.Фотиадиса, «грандиозный план».
Историк Т. Герозисис пишет, что он предложил «абсолютно бестолковую» операцию по занятию Константинополя, который контролировали союзники. Правительство монархистов, которое также как и Хадзианестис рассматривало операцию как средство давления на союзников, приняло его предложение.
Технически операция не представляла сложностей. Греческая армия стояла в 60 км от Константинополя, силы союзников в городе были немногочисленны.
Но для успешного осуществления операции во Фракию были переброшены 3 дивизии, силой в 25 тысяч штыков. На вопрос военного министра Н. Теотокиса, можно ли без последствий отводить войска из Малой Азии, Хадзианестис ответил «абсолютно безопасно»:173. С этим корпусом Хадзианестис угрожал войти в Константинополь в конце июля 1922 года. Поскольку основная цель операции был шантаж, правительство озвучило её перед союзниками. Намерение вызвало бурю негодования и угрозу ответных мер. Правительство монархистов отменило операцию.
Дакин пишет, что шантажируя бывших союзников, Хадзианестис также надеялся что Кемаль направит часть сил к Мраморному морю, что облегчило бы отход греческой армии в Малой Азии.
Но турецкое наступление состоялось в направлении Смирны:355. Если бы эти эти 3 дивизии (из 9, которыми располагала армия Малой Азии, оставались на месте, то исход турецкого наступления в августе 1922 года вероятно мог бы быть другим:382.

## «Командующий катастрофы»
Армия продолжала удерживать в Малой Азии фронт «колоссальной протяжённости, по отношению к располагаемым силам»:159. Исмет Инёню свой июльский приказ о готовности к началу наступления начинает фразой «Враг занят приготовлениями во Фракии…».
 Кемаль, «зная о невысоком боевом духе своих войск», до того не решался начинать наступление. Кемаль решил, что пришёл самый благоприятный час:173. Турецкое наступление началось 13 (26) августа 1922 года. Сидя в Смирне Хадзианестис не контролировал ситуацию. Туркам не представляло труда вклиниться в протяжённую линию греческой обороны в районе Афьон — Карахисара. Командиры греческих дивизий на местах принимали самостоятельные решения.
Король Константин предложил генералу Папуласу вновь принять командование. Папулас согласился. Но многие члены правительства воспротивились его назначению, даже в эти критические часы. Папулас остался в Афинах:383. В создавшемся хаосе правительство немедленно сменило Хадзианестиса и назначило командующим генерала Н. Трикуписа, а когда обнаружило, что тот был уже в плену, генерала Полименакоса:384.
Дуглас Дакин пишет, что 1-й корпус греческой армии отступил к Тумлу Бунар, где, «сражаясь героически», установил вторую линию обороны:355. Соединения корпуса стойко оборонялись и вокруг города Ушак, после чего получили приказ отойти.
Отступление греческих сил и эвакуацию Чешме прикрывали 2-я дивизия (под командованием Гонатаса) и 13-я дивизия (под командованием Н. Пластираса. 26 августа/8 сентября 1922 года греческий штаб Смирны оставил город:356.
Правление монархистов завершилось поражением армии и резнёй и изгнанием коренного населения Ионии. Дуглас Дакин, винит в исходе войны греческое руководство, но не греческую армию, и считает, что даже в создавшихся неблагоприятных условиях, «как и при Ватерлоо, исход мог повернуться как в эту, так и в другую сторону»:357.

## Трибунал и расстрел
Последовало антимонархистское восстание греческой армии 11 сентября 1922 года. В октябре 1922 года, чрезвычайный военный трибунала, под председательством А. Отонеоса, приговорил к смерти на Процессе шести  членов правительства монархистов Димитриоса Гунариса, Петроса Протопападакиса, Николаоса Стратоса, Георгиоса Балтадзиса, Николаоса Теотокиса и генерал-лейтенанта Хадзианестиса:394:359.
Приговор был приведён в исполнение 15 ноября 1922 года.

## Сегодня
Генерал-лейтенант Хадзианестис остаётся одиозной фигурой в греческой историографии и истории офицерского корпуса Греции. Внук премьер-министра Петроса Протопападакиса, своим обращением в 2008 году, просил пересмотреть дело своего деда. Двумя годами позже, в 2010 году Петрос Протопападакис юридически был оправдан. Косвенным образом, юридически (процессуально), были оправданы все расстрелянные по приговору Процесса шести.